# Scaturiginichthys
Scaturiginichthys is een monotypisch geslacht van straalvinnige vissen uit de familie van de blauwogen (Pseudomugilidae).

## Soort
- Scaturiginichthys vermeilipinnis Ivantsoff, Unmack, Saeed & Crowley, 1991